# Adolphe Hug
Adolphe Hug (Zurigo, 23 settembre 1923 – 24 settembre 2006) è stato un calciatore svizzero, di ruolo portiere.

## Palmarès

### Club

#### Competizioni nazionali
- Campionato svizzero: 1

Losanna: 1943-1944
- Coppa Svizzera: 1

Losanna: 1943-1944